# Беклемишев, Фёдор Андреевич
Фёдор Андреевич Беклемишев (10 (22) сентября 1830 — 30 июля (12 августа) 1906) — русский государственный деятель, саратовский и харьковский вице-губернатор. Действительный статский советник (1865).

## Биография
Родился в семье генерал-майора Андрея Николаевича Беклемишева и его жены Елизаветы Дмитриевны, урожд. кн. Болховской. По окончании 9 июня 1850 года Императорского Александровского лицея был определён в Министерство внутренних дел. По собственному прошению, был направлен в Главное управление Восточной Сибири (ГУВС), где начал службу помощником столоначальника с 21 апреля 1851 года. Затем был определён чиновником особых поручений в Забайкальское областное правление. Через три года назначен верхнеудинским земским исправником.
Приехав в Сибирь в 1851 году титулярным советником, через год получил чин коллежского асессора «за отличие», в 1854 — надворного советника «вне правил за особые труды», через год — коллежского советника «за отличие». Поднявшись на три чина всего за четыре года, вместо положенных шести-девяти, достиг высоких должностей — члена Совета ГУВС и чиновника канцелярии генерал-губернатора Н. Н. Муравьева-Амурского, что было редкостью для того времени.
В 1859 году стал участником первой в истории Сибири дуэли: после конфликта с чиновником М. С. Неклюдовым вызвал последнего на дуэль, которая состоялась 15 апреля (по другим данным — 16 апреля) в Иркутске. Неклюдов был убит, а Беклемишев приговорён к заключению в крепости на три года. Срок был сокращён до одного года, а затем — до полугода. Дуэль получила широкий общественный резонанс и Фёдор Андреевич был вынужден уехать из Сибири.
В 1862 году был назначен саратовским вице-губернатором, а в 1864 году — переведён на ту же должность в Харьковскую губернию. Через год был произведён в действительные статские советники (30.08.1865), длительное время исправлял должность губернатора. 19 января 1867 года Харьковское городское общество в своем «приговоре» постановило «поднести вице-губернатору Федору Андреевичу Беклемишеву звание почетного гражданина Харькова».
1 января 1868 года был пожалован в камергеры Двора Его Императорского Величества. Впоследствии был причислен к Министерству внутренних дел. Являлся почётным смотрителем Липецкого уездного училища, директором Харьковского тюремного комитета. Затем был почётным смотрителем Рязанского уездного училища. В последние годы жизни был причислен к Главному управлению государственного коннозаводства. Владел акциями Бельгийского общества костромской льнопрядильной и бумажной мануфактуры.
Умер в селе Смыково Сапожковского уезда Рязанской губернии 30 июля (12 августа) 1906 года.
С 1863 года был женат на Дарье Александровне Беклемишевой, рождённой Кошелевой. Дочери: Елизавета Фёдоровна Беклемишева и Ольга Фёдоровна Беклемишева (по мужу Вельяминова).

## Награды
- Орден Святой Анны 3-й ст. (1855).
- Орден Святого Владимира 4-й ст. (1856).
- Орден Святого Станислава 2-й ст. (1858).
- Орден Святой Анны 2-й ст. (1863).
- Орден Святого Владимира 3-й ст. (1867).
- Орден Святого Станислава 1-й ст. (1883).

## Память
- Селение Беклемишево в Читинском районе названо по имени чиновника особых поручений Ф. А. Беклемишева (сначала возникло как заимка)[9].